# 강진군의회
강진군의회는 전라남도 강진군 지역을 관할하는 기초의회이다.